# 나고야성 (16세기)

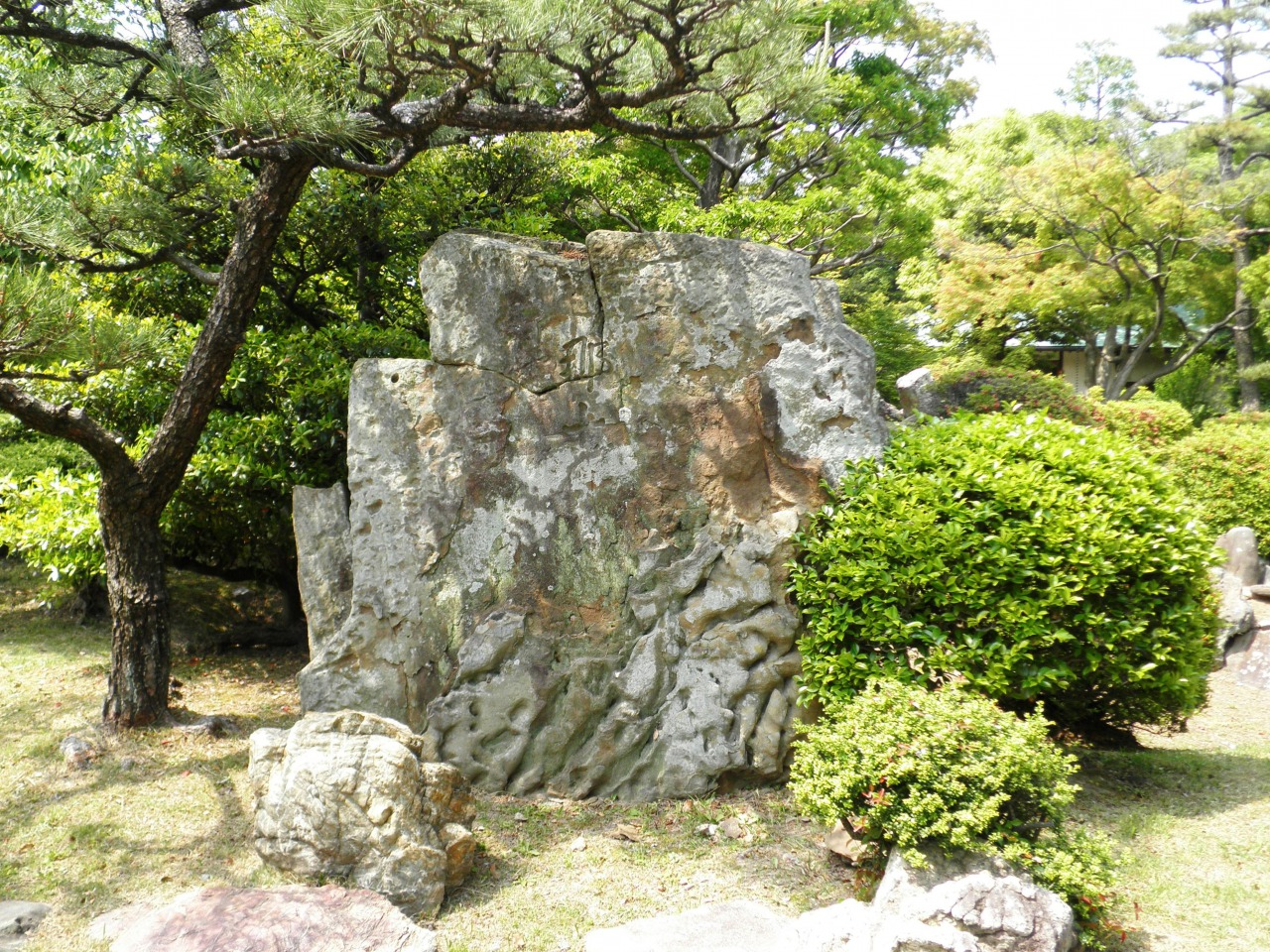

나고야성(일본어: 那古野城 나고야조[*]）은 센고쿠 시대에 오와리 국 아이치군 나고야에 있었던 성으로 오다 노부나가가 태어난 곳으로 유명하다. 16세기전반 30년 정도 존속한 후 폐성되었지만, 반 세기정도 후에 옛 성터에 새로운 나고야 성(名古屋城)이 축성되었다. 현재 아이치현 나고야시 나카구에 있는 나고야 성 니노마루에 위치해 있었다.

## 역사
센고쿠 시대
나고야(那古野)는 스루가의 이마가와 가문이 한동안 오와리 슈고를 겸할 때 나고야 가문(那古野氏)이 영지로 삼은 곳이다. 시바 가문이 오와리를 영유한 후에도 나고야 가문은 이 지역에 머무르고 있었다. 1521년부터 1528년까지 이마가와 우지치카가 오와리 진출의 거점으로 삼아, 현재 나고야시 중심부의 서북단에 축성한 성채〈야나기노마루〉가 그 시초이다. 이마가와 가문이 점유할 때 이 성의 성주는 이마가와 우지치카의 친지인 이마가와 우지토요라고 전해진다. 일설에는 이마가와 우지토요가 나고야 가문에 입적했다고 한다.
1532년 쇼바타 성(현 이나자와시)의 오다 노부히데는 이마가와 우지토요를 공격해 성을 빼앗아 거점으로 삼는다. 나고야 성이라는 이름은 이때부터 생겼다고 전해진다.
1534년 태어난 노부히데의 아들 오다 노부나가는 이 곳 나고야 성에서 출생했을 가능성이 높다. 노부히데는 나고야 성을 어린 노부나가에게 양도하고, 자신은 나고야 지역의 지배를 확고히 하기 위해 같은 지역 동남쪽에 있는 후루와타리 성(현 히가시혼간지 나고야 별원(東本願寺名古屋別院))으로 거처를 옮긴다.
1555년 노부히데의 뒤를 이은 오다 노부나가는 친지인 오다 노부토모 죽이고 기요스성으로 거처를 옮긴다. 노부나가가 떠난 후 나고야 성은 노부나가의 중신 하야시 히데사다가 일시 성주로 되어 거처했지만, 얼마뒤 폐성되었다.
약 50년후 1609년, 도쿠가와 이에야스가 이 곳에 나고야 성을 축성하기 시작한다. 그 이전에는 매 사냥터로 쓸만큼 거친 들판이였다고 한다.

## 옛 흔적
중세 성곽의 나고야 성(那古野城)은 현재 근세 성곽인 나고야 성(名古屋城)에 흡수되었기 때문에 중세 나고야 성을 추측할만한 흔적은 어디에도 찾을 수 없다. 단, 나고야 성(名古屋城) 니노마루는 나고야 성(那古野城) 옛터로 있고, 현재 니노마루에는 나고야 성터(那古野城址) 비가 서있다.
또, 나고야(那古野) 지명은 나고야 성(名古屋城) 서남쪽에 존재하고 있다. 나고야로 읽지 않고 나고노라고 읽는다.

## 같이 보기
- 나고야 신사